# Эгостена
Эго́стена (греч. Αιγόσθενα) — приморское село в Греции, более известное как По́рто-Ермено́ (Πόρτο Γερμενό). Расположено на высоте 10 метров над уровнем моря, близ древнего города Эгосфены, на побережье залива Алкионидес (Коринфского залива), у подножия Китерона, в 21 километре к северо-западу от Мегары, в 21 километре к юго-западу от Фив и в 48 километрах к северо-западу от Афин. Входит в сообщество Вилия в общине Мандра-Идилия в периферийной единице Западная Аттика в периферии Аттика. Население 80 человек по переписи 2011 года. Курорт.

## История

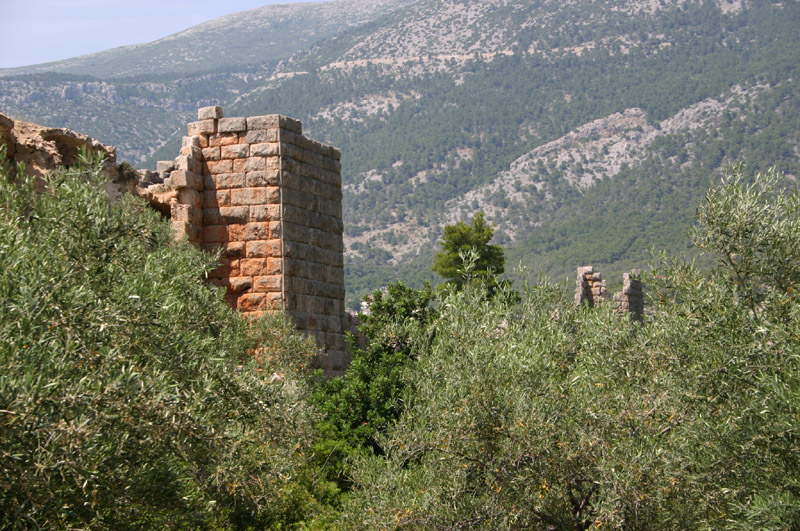
Крепость Эгосфены

Крепость Эгосфен доминирует над одноименной восточной бухтой Коринфского залива. Область Эгосфен была обитаема с геометрического до поствизантийского периода. Крепость представляет собой одну из наиболее хорошо сохранившихся на сегодняшний день античных крепостей в Греции.
Эгосфены (др.-греч. Αἰγόστενα) располагались в Мегариде, на границе Аттики и Беотии, в области современного Порто-Гермено. Древние Эгосфены некоторое время относились к беотийскому городу Онхест. Эгосфены процветали с 1500 по 700 гг. до н. э. В классический период Эгосфены были деревней полиса Мегара. Во II веке до н. э. входили как самостоятельный полис в Беотийский союз.
Крепость была построена во второй половине IV века до н. э. на границе земель мегарцев. Кто именно построил крепость, неизвестно: на этот счёт существуют разные версии — от афинян до македонян. Так или иначе, город входил начиная со 192 года до н. э. и до прихода римлян в Ахейский союз. Город и святилище Мелампода упоминает Павсаний. Прорицатель и врач Мелампод приобрел свои пророческие качества после того, как змеи, которых он выкормил, ночью прочистили ему уши, да так, что он стал понимать язык животных и птиц и предсказывать будущее. Само название Эгосфены, правда, может указывать, что там почиталось некое козоподобное существо (αίξ).
Крепость представляет собой выдающийся памятник древнего фортификационного искусства. Крепость состояла из акрополя и нижнего города, защищённого длинными стенами. Сейчас виден северный участок стен с четырехугольными башнями. Акрополь имел четырехугольные башни, связь между которыми была по стенам. Четыре башни на восточной стороне акрополя сохранились на значительную высоту. Юго-восточная башня была самой впечатляющей, высотой 18 метров, квадратной с длиной сторон 8,8 метров. Имела три этажа и двускатную крышу. Северная сторона была обращена к порту. Три другие имели бойницы на нижних этажах. На крыше было по три отверстия с каждой стороны для катапульт. Стены и крепость неоднократно перестраивались. Эгосфены была непрерывно обитаемым городом.

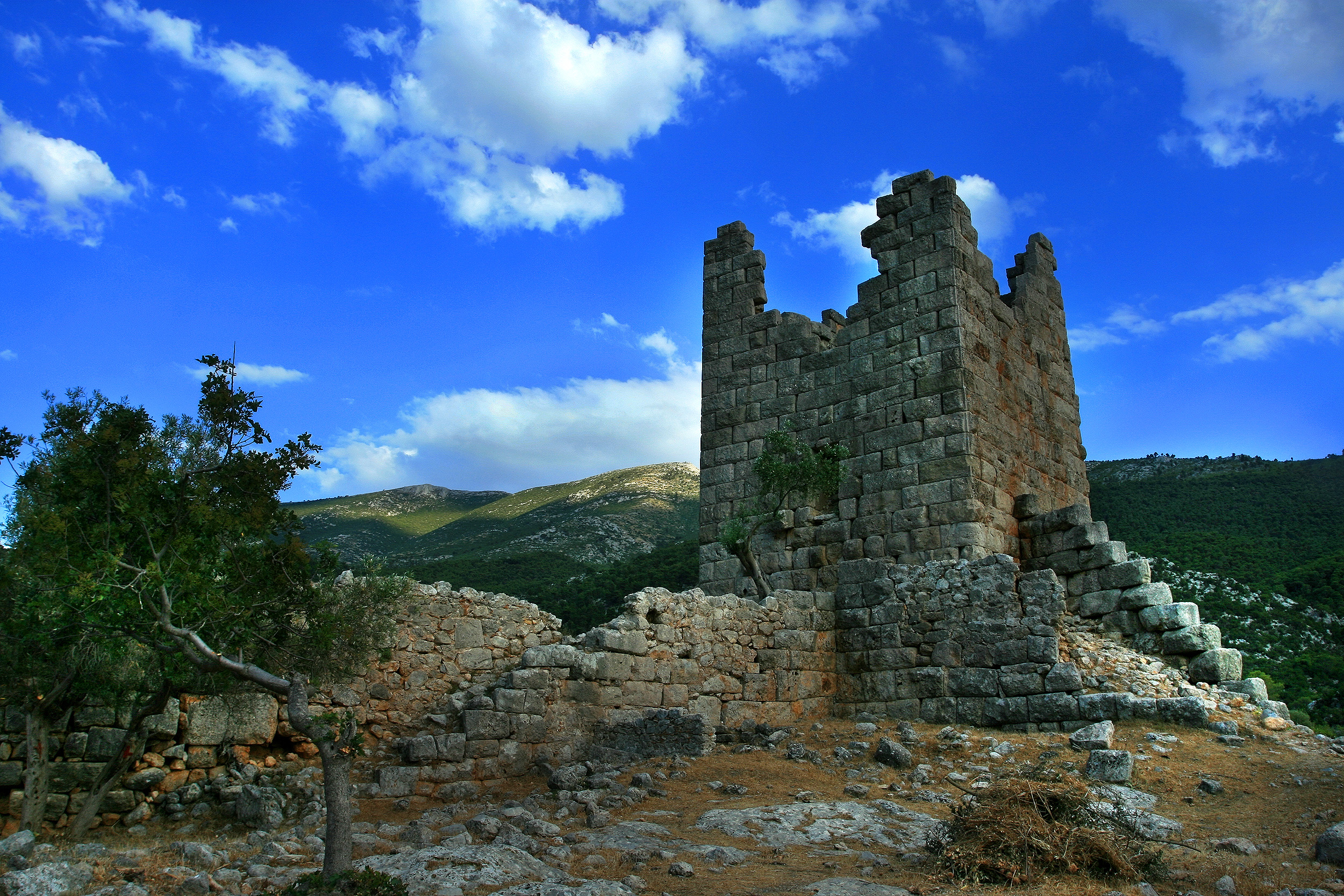
Северная башня

Нужно отметить, что огромные каменные блоки укладывались древними зодчими без раствора, в то время как начиная с римлян раствор стал обязателен. Качество кладки высочайшее — именно благодаря ему крепость стоит больше двух тысяч лет в сейсмоопасной зоне.
Помещения внутри стены — позднейшей постройки. В них ещё можно найти остатки колонн византийской базилики.
В раннехристианские века город, по-видимому, процветал. В V веке была построена пятинефная раннехристианская базилика. На её месте в XI веке построена византийская часовня Святой Анны. В поздневизантийский и поствизантийский (1453 год — XVII век) периоды в акрополе был монастырь Святого Георгия, от которого сохранились руины келий и небольшая церковь Святого Георгия. Стены и башни были приспособлены под кельи и мастерские.
В 1920 году создано село Ерменос (Γερμενός), в 1940 году переименовано в Эгостену.
В 1981 году сильное землетрясение на Алкионидес с эпицентром на островах Алкионидес стало причиной значительных разрушений стен и башен крепости.
В 2009 году лесные пожары в Греции достигли Эгостены.
В 2011 году начаты реставрационные работы, финансируемые Европейским союзом в рамках соглашения о партнерстве между ЕС и Грецией (ΕΣΠΑ). Была произведена реставрация башни на акрополе.

## Население
| 1991 | 100  |
| 2001 | 147  |
| 2011 | ↘ 80 |